# Pacogate
Pacogate es un caso de corrupción ocurrido en Chile, específicamente de malversación de caudales públicos, realizado por miembros de Carabineros de Chile, la principal fuerza policial del país. El caso comenzó a ser investigado en 2016, mientras que los hechos investigados se llevaron a cabo entre 2006 y 2017.
A comienzos de 2020, el monto total fue avaluado en más de 35 mil millones de pesos, siendo señalado hasta dicha fecha como el mayor fraude en la historia de Chile y como el «caso más grande de corrupción» ocurrido durante la vigencia del sistema procesal penal, iniciado en 2000. En total, 132 personas han sido formalizadas por el caso, tanto civiles como miembros de la institución, incluyendo a altos mandos como el exgeneral director de Carabineros Eduardo Gordon. 
La palabra «Pacogate» consiste en una alusión a «paco», nombre coloquial para los carabineros en Chile, y -gate, una terminación empleada informalmente para diversos escándalos de corrupción, surgida del llamado escándalo Watergate en Estados Unidos.

## Historia

### Antecedentes

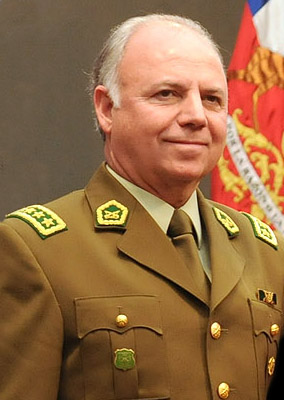
Eduardo Gordon, exgeneral director de Carabineros involucrado en el Pacogate.

En 2015 el BancoEstado identificó movimientos irregulares en una cuenta corriente de Carabineros de Chile, cuestión que informó el 9 de diciembre de ese año al general Flavio Echeverría, jefe de Finanzas de Carabineros. Echeverría aseguró entonces que se trataba de un «error en el sistema de cálculos» y que se realizaría una investigación interna para resolver la situación. Sin embargo, la advertencia fue ignorada y la investigación nunca se llevó a cabo.
A fines de 2015, el Banco Falabella entregó una alerta a la Unidad de Análisis Financiero (UAF) del Ministerio de Hacienda, al identificar actividades sospechosas en la cuenta del capitán Felipe Ávila. A pesar de tener un sueldo cercano a los 2 millones de pesos, su cuenta bancaria registraba movimientos por cientos de millones de pesos, de los cuales se quedaba con el 10%, siendo el resto repartido entre otros uniformados. La alerta a la UAF finalmente resultó en octubre del 2016 en la apertura de una investigación en la Fiscalía Regional de la Región de Magallanes, siendo iniciada la investigación por el fiscal regional Eugenio Campos.
El 6 de marzo de 2017, el general director de Carabineros, Bruno Villalobos, reconoció la existencia de un «importante fraude fiscal» ocurrido al interior de la institución, y anunció la expulsión de nueve oficiales (incluyendo a Flavio Echeverría), algunos como participantes directos y otros por responsabilidad de mando. El 15 de marzo, el caso fue radicado en el Séptimo Juzgado de Garantía de Santiago, luego de que el tribunal de Punta Arenas se declarara incompetente, lo cual fue solicitado por el fiscal Campos.

### Investigación y sentencias
El 1 de marzo de 2018 fue formalizada la investigación en contra del uniformado de mayor grado involucrado en el caso, el exgeneral director de Carabineros Eduardo Gordon, por el delito de malversación de caudales públicos en una cantidad que superaba los 21 mil millones de pesos. Se trataba de la primera formalización a un exgeneral director de Carabineros desde que se realizó la reforma procesal penal. En dicha ocasión Gordon quedó con las medidas cautelares de firma mensual y arraigo nacional. Gordon luego fue reformalizado en septiembre de 2019, esta vez siendo imputado por cerca de 70 millones de pesos. Junto al exgeneral Jorge Serrano, habría participado en la compra de regalos personales con dinero institucional, además de haber declarado otros supuestos regalos que en realidad nunca se efectuaron.
En noviembre del 2018, el excontralor Ramiro Mendoza declaró haber tenido desde el año 2010 conocimiento sobre posibles irregularidades en las finanzas de Carabineros. Sin embargo, el entonces contralor general decidió anular el sumario que se había iniciado, luego de que en una conversación con Eduardo Gordon este le asegurara que se realizaría una investigación interna al respecto.
De acuerdo a la investigación de la Fiscalía, existen antecedentes de que el inicio del fraude habría sucedido el año 2006. Entre los principales organizadores de esta asociación ilícita se encontrarían el general Flavio Echeverría, el comandante Héctor Nail Bravo, el coronel Jaime Paz Meneses y el capitán Francisco Estrada Castro. En total hubo 180 imputados por parte de la Fiscalía, entre uniformados y civiles, siendo 136 de ellos formalizados.
Existieron tres mecanismos mediante los cuales se realizó el fraude:
1. Fondos de remuneraciones: se realizaba un depósito a la cuenta bancaria particular de algún uniformado. Este último luego entregaba el dinero en efectivo a otros cómplices, quedándose con el 10%. Este fue el método utilizado en el depósito que encendió la primera alarma en el Banco Falabella.
2. Fondos de desahucios: se realizaba una transferencia desde la cuenta de desahucios hacia la cuenta de remuneraciones. De esta manera, se cubrían los déficit que la operación dejaba en remuneraciones.
3. Fondos de asignaciones: se depositaba a funcionarios que no tenían conocimiento del fraude un exceso de dinero por sobre lo que les correspondía según sus asignaciones. Luego, se les informaba del supuesto procedimiento para hacer la devolución de este excedente, pero entregándoles instrucciones para depositar a una cuenta privada asociada a la asociación ilícita, haciéndoles pensar que esta era en realidad una cuenta de Carabineros.

Las primeras sentencias que condenaron a involucrados en el Pacogate fueron dictadas en mayo de 2019, respecto de cinco excarabineros y un civil. Los seis involucrados participaron como cuentacorrentistas, es decir, personas que facilitaban sus cuentas bancarias personales para el depósito de dinero obtenido ilícitamente. En octubre de 2019 se terminó de condenar a los más de 50 cuentacorrentistas que se vieron involucrados en el fraude. En tanto, en la otra arista principal de la investigación, en septiembre de 2019 se inició la preparación para el juicio a los 31 acusados que pertenecen a la cúpula de la organización criminal. Estos corresponden a los uniformados que idearon y organizaron el fraude. Los cargos presentados son por los delitos de malversación de caudales públicos, lavado de activos y asociación ilícita.

### Posibles nuevas irregularidades
En junio de 2018, el contralor general Jorge Bermúdez dio alerta sobre un posible nuevo caso de irregularidades contables en Carabineros, esta vez en la Dirección de Bienestar y por un monto superior a los 23 mil millones de pesos. Dentro de los indicios iniciales se cuenta la inexistencia de registros contables y la quema de documentos. El entonces jefe de la Dirección de Bienestar, Mario Rozas, respondió diciendo que los documentos faltantes fueron destruidos de acuerdo a los protocolos internos de la institución.

## Consecuencias y reacciones
El caso tuvo un negativo impacto sobre la percepción de la ciudadanía con respecto a la fuerza policial. Según la encuesta Cadem, Carabineros pasó de tener un 77% de evaluación positiva en febrero de 2017 a un 52% en julio del mismo año. En tanto, la encuesta CEP plantea que la evaluación positiva de la institución pasó del 54% en enero de 2017 al 37% en junio del mismo año. A partir de 2018, la imagen de la institución siguió viéndose dañada, sumándose también los efectos de la Operación Huracán.
A raíz del caso Pacogate y el escándalo de la Operación Huracán, y la subsiguiente crisis en Carabineros, en marzo de 2018 se realizó una renovación en los altos mandos de la institución. En total, fueron 15 los generales que fueron pasados a retiro por decisión del general director Hermes Soto.
El general director Mario Rozas –quien asumió tras la remoción de Hermes Soto por el asesinato de Camilo Catrillanca– afirmó en enero de 2019 que la crisis ocurrió «por no controlar, por no observar lo que pasa en nuestro ambiente. Por creernos autosuficientes y no observar lo que pasaba a nuestro alrededor», y que «la única forma de salir de esta crisis es escuchando críticas y asumiendo culpas, porque hay que asumir que fuimos soberbios como institución».